# 荒井理咲子
荒井 理咲子（あらい りさこ）は、テレビ朝日のアナウンサー。

## 経歴・人物
東京都出身。幼少時より言語学に興味を持ち、香港で過ごした小学校時代から英語を学ぶ。父親の職業の関係で高校時代にメキシコへ移住した時にはスペイン語を学んだ。
ジョン・F・ケネディ・ケレタロ・アメリカンスクールを卒業し、日本へ帰国後は慶應義塾大学経済学部（PEARL課程）に入学。
学生時代は家庭教師や英語発音矯正講師などのアルバイトをしており、多い時には週6日勤務していた。
2023年4月にテレビ朝日にアナウンサーとして入社。同期入社のアナウンサーは所村武蔵。研修を経たのち、同年6月5日の『グッド!モーニング』にて初出演した。

## 出演

### 担当番組
| 期間      | 期間      | 番組名            | 役職 |
| --------- | --------- | ----------------- | --- |
| 2023年6月 | 2023年6月 | グッド!モーニング | 月 - 水曜日ニュース担当 |
| 2023年7月 | 現在      | グッド!モーニング | 総合司会兼ニュース担当 ※いずれも2024年3月まで月 - 金曜日担当、同年4月から9月まで月 - 木・土曜日担当、同年10月から月 - 水・土・日曜日担当 |

### バラエティ
- 研修テレビ!!（2024年6月6日 - ）（不定期）
- ずん飯尾の社員食堂調査隊（2024年11月7日〈6日深夜〉- 28日〈27日深夜〉）（バラエティ初MC）

### その他
- はい!テレビ朝日です（2024年6月23日、30日）[7]